# Gay and Lesbian Kingdom of the Coral Sea Islands
The Gay and Lesbian Kingdom of the Coral Sea Islands was van 2004 tot 2017 een micronatie (een gebied met een zelfuitgeroepen onafhankelijkheid) in de zuidelijke Koraalzee, langs de oostkust van Queensland, Australië.
Naar aanleiding van het besluit van het Australische parlement om het homohuwelijk niet te erkennen, besloot een groep Australiërs op 14 juni 2004 rond enkele atollen een staat uit te roepen. Op een van de eilanden in de zuidhoek van het gebied werd de regenboogvlag gehesen. Sindsdien is die ook de vlag van The Gay and Lesbian Kingdom of the Coral Sea Islands. Dale Parker Anderson (1965) werd als keizer 'Dale I' gekozen.
De homorechten-activisten zien het weigeren van de erkennen van het homohuwelijk (alsmede de financiële consequenties die dit heeft voor homokoppels) als een vorm van ongerechtvaardigde verrijking door de Australische regering, waarvoor onder het Brits-Australische common law rechtsstelsel de benadeelde recht heeft op compensatie. In plaats van financiële compensatie eisten de activisten territoriale compensatie. Ook wordt het zelfbeschikkingsbeginsel uit het internationale recht aangehaald. Het koninkrijk 'verklaarde Australië de oorlog' en presenteerde een onafhankelijkheidsverklaring op 13 september 2004.
Toch was het Kingdom vooral bedoeld als stunt om de aandacht te vestigen op homo-emancipatie: toen micronaties in 2010 een conferentie organiseerden met het doel te bespreken hoe men daadwerkelijke soevereiniteit zou kunnen krijgen, sloeg Dale Parker Anderson de uitnodiging af met de mededeling dat The Gay and Lesbian Kingdom of the Coral Sea Islands geen micronatie was.
In 2005 eisten verschillende groeperingen delen van het 'Kingdom' op. Hierdoor is de organisatorische structuur onduidelijk. Geen enkel land heeft de zelfverklaarde onafhankelijkheid erkend, aangezien de eilanden geen permanente bewoning kennen.
Het koninkrijk had een eigen website die in 2016 een link bevatte naar een peiling over het homohuwelijk waarbij werd aangemoedigd voor te stemmen zodat Australië zijn wetgeving zou veranderen. Mede naar aanleiding van deze peiling die aantoonde dat de meerderheid van de Australiërs achter het homohuwelijk stond, erkende Australië het homohuwelijk alsnog. Toen Australië in 2017 alsnog het homohuwelijk erkende, verklaarde het Gay and Lesbian Kingdom of the Coral Sea Islands zichzelf ontbonden.